# Macrosiphoniella scepariae
Macrosiphoniella scepariae är en insektsart. Macrosiphoniella scepariae ingår i släktet Macrosiphoniella och familjen långrörsbladlöss. Inga underarter finns listade i Catalogue of Life.